# Sonia Aquino
Sonia Aquino (Avellino, 1977. július 17. –) olasz színésznő.

## Élete
Színházban, tévében és moziban tevékenykedő színésznő. A Scuola Nazionale di Cinema-ban és Francesca De Sapio Duse di Studio-jában szerez diplomát. Ezenkívül színjátszást tanul a nápolyi Teatro Bellini-ben.
1997-ben képernyőre kerül a Marquise című filmmel (Véra Belmont rendezővel).

## Pályafutása

### Mozi
- Marquise (1997) - rendező: Véra Belmont
- Il fratello minore (2000) - rendező: Stefano Gigli
- Peter Sellers élete és halála (2004) - rendező: Stephen Hopkins

### Televízió
- Don Matteo 6 (2008), Elisabetta Marchetti rendező - tévésorozat- Rai Uno - Epizód: Csokoládé - Szerep: Vanessa
- Bűvölet 9–10 (2007–2008), különböző rendezők - szappanopera - Rai Uno - Szerep: Rossella Natoli